# Réserve naturelle de Sjaunja
La réserve naturelle de Sjaunja (en suédois Naturreservat Sjaunja, en langues sames Sjávnja) est une réserve naturelle située dans la commune de Gällivare, comté de Norrbotten, au nord de la Suède. Elle s'étend sur 150 km de long, pour une superficie de 2 850 km2, et est bordée par le parc national de Stora Sjöfallet à l'ouest et la réserve naturelle de Stubba à l'est.
La réserve protège le plus grand réseau de tourbières du pays, alternant avec les forêts de conifères et des basses montagnes couvertes de forêt de bouleaux. Cette zone possède une avifaune particulièrement riche. Plus à l'ouest, le paysage s'élève peu à peu avec l'arrivée dans les alpes scandinaves. Ici, le socle granitique précambrien cède sa place à des roches plus récentes, avec une plus forte teneur en calcaire par exemple, ce qui implique une végétation plus riche et diversifiée.
La zone fut classée site Ramsar dès 1974, et la réserve naturelle en elle-même fut constituée en 1986 et agrandie en 2011. Elle fait aussi partie du réseau Natura 2000. La réserve ainsi que plusieurs aires protégées contigües ont été classées au patrimoine mondial de l'UNESCO par l'intermédiaire du bien Région de Laponie.